# Made in the Dark
Made in the Dark — третій студійний альбом англійського інді-тронічного гурту Hot Chip, випущений 4 лютого 2008 року через EMI на міжнародному рівні та Astralwerks і DFA Records у Сполучених Штатах. Альбом складається з 13 композицій, визначальною рисою якого є сильна присутність романтичних балад. Баладу «Зроблено в темряві» один критик назвав «піднесеною», хоча не всі балади отримали загальну оцінку. Алексіс Тейлор, головний автор текстів, сказав, що він пишається альбомом у ліричному плані та відчуває, що почуття любові та щастя, частково результатом його нещодавнього шлюбу, сприяли романтичному тону альбому.
Критики заявили, що такі пісні, як «Ready for the Floor» і «Bendable Poseable», нагадують їх попередній реліз The Warning. Стиль альбому не вважався великим кроком вперед, як зміни, що відбулися у Coming on Strong (2004) і The Warning (2006). Говорили, що Hot Chip відточили свою музику, використовуючи примхи свого музичного стилю, щоб створити більш досконалу музику. Однак деякі критики вважали, що альбому не вистачає уваги, він містить занадто багато різноманітних елементів; його було описано як «привабливий, але з недоліками». У комерційному плані «Made in the Dark» посів четверте місце в UK Album Chart , 25 місце в австралійському чарті альбомів  і посідає 109 місце в Billboard 200 США. З альбому було випущено кілька синглів, у тому числі «Shake a Fist», «Ready for the Floor», який досяг шостого місця в британському чарті синглів, і «One Pure Thought».

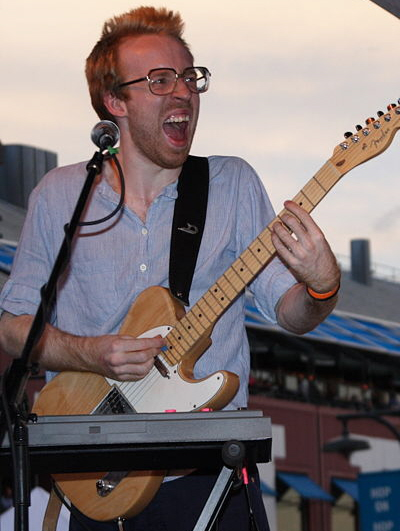
Ел Дойл

Hot Chip часто записують свою музику в спальні. Однак група застосувала інший підхід до запису Made in the Dark, щоб зробити його звучанням «не зовсім домашнім». Запис проходив у різних місцях, у тому числі в студії та на концертах, щоб зробити «різні акустичні простори, щоб бути очевидними для слухача». Стосовно редагування Тейлор сказав, що Hot Chip «ніколи достатньо не намагалися позбутися маленьких недоліків у музиці»; він відчув, що вони додали індивідуальності, і сказав, що «добре не бути занадто догматичним щодо цього, якщо це те, що підходить пісні». Hot Chip використовував різноманітні вокальні структури, включно з багатошаровим вокалом, де два дублі одного й того ж вокалу додавали разом, змінювали особливості способу співу та подвоєння одного виконання, зміщене поза тактом.
Барабанщик Фелікс Мартін сказав, що Made in the Dark – це «справжня групова робота». Процес починався з того, що Тейлор і Годдард створювали тексти пісень, потім Годдард створював частини треків, до яких Алексіс потім додавав «ліричний зміст і мелодії тощо, про які він думав, коли він був в автобусі, у ванні або де б то не було ". Інші три учасники Hot Chip, Оуен Кларк, Ел Дойл і Фелікс Мартін тоді «матимуть певний вплив на те, як комбінуються пісні».
Деяке обладнання, використане для створення альбому, залишилося таким самим, як і попередні альбоми — Годдард використовував Steinberg Cubase SX3 на своєму ноутбуці, а Дойл і Мартін працювали над піснями за допомогою Apple Logic у своїй студії. Щоб створити приспів для «Ready for the Floor», Годдард використав плагіни від Arturia, такі як Moog Modular. Він використовував два звукових канали для керування шумом і мелодією, а також розмістив шумовий канал у Cubase і змусив його слідувати за мелодією, щоб зробити її «виразнішою». З «Bendable Poseable» Годдард записав живі партії перкусії за допомогою мікрофона Shure Beta 57A, який передавався безпосередньо в Cubase, і «перетворював їх у трихвилинну трихвилинну петлю». Це було надіслано електронною поштою Тейлору, який потім записав основний вокал для пісні. Для створення ритму в " Shake a Fist " Мартін використовував електронний барабан.
У лондонській студії під назвою Strongroom «One Pure Thought», «Hold On» і «Shake a Fist» були записані наживо, а не на багатодоріжці, і згодом були зібрані разом. Це був перший випадок, коли Hot Chip записав музику в студії.

### Вибрані співавтори
У березні 2008 року Hot Chip перезаписав кілька пісень із Made in the Dark разом із Робертом Ваяттом.
В альбомі бере участь Емма Сміт, яка раніше приєдналася до Hot Chip, щоб грати на скрипці та саксофоні на їхніх перших двох альбомах.

#### Кайлі Міноуг

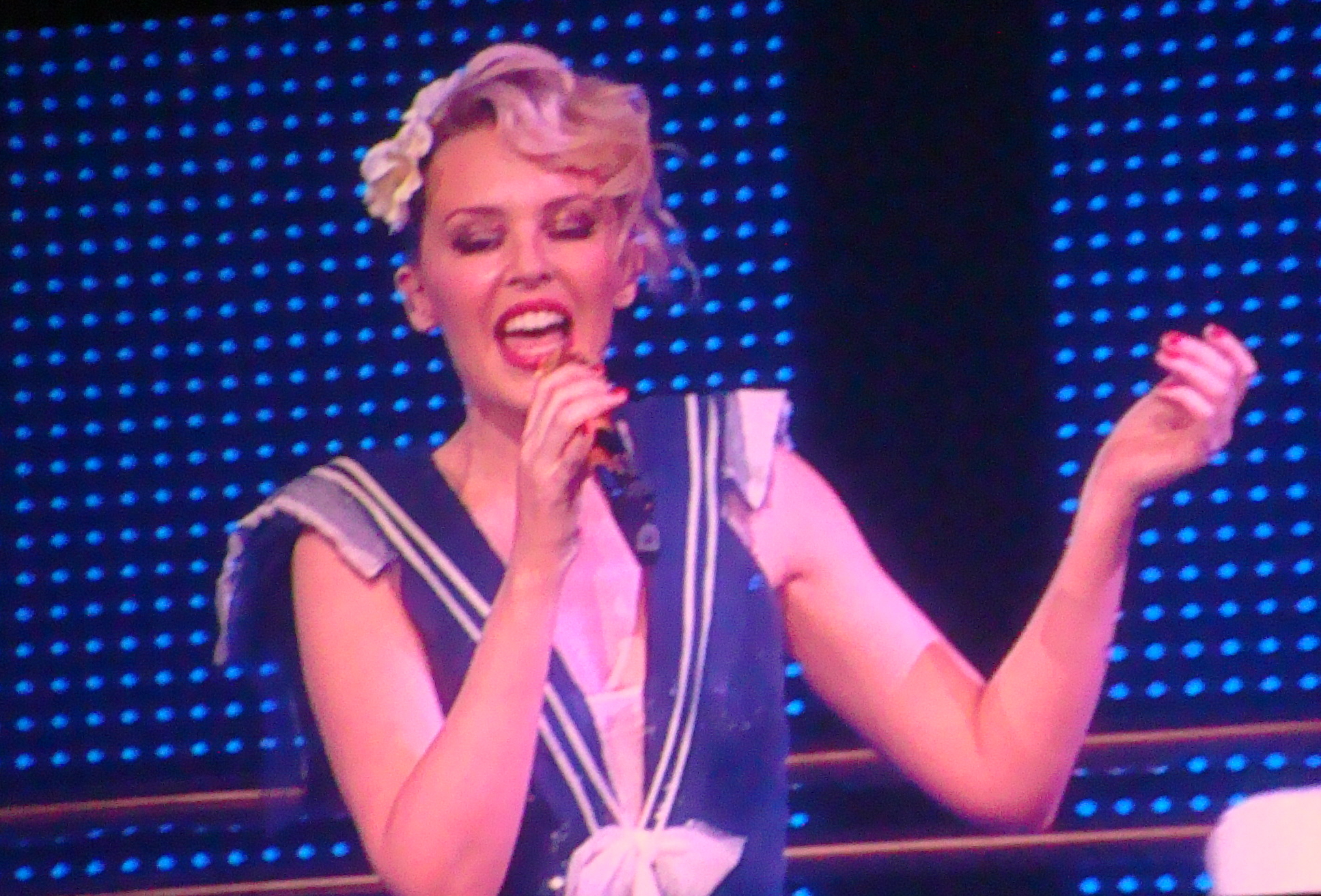
Кайлі Міноуг

У жовтні 2007 року MTV повідомило, що Hot Chip планує дати «Ready for the Floor» Кайлі Міноуг. Інші звіти невірно припускали, що Hot Chip написав другий сингл Made in the Dark, «Ready for the Floor» спеціально для Міноуг. Тейлор пояснив, що це було непорозуміння; «Це почалося з того, що хтось запитав мене, чи будемо ми коли-небудь писати для Кайлі. Я сказав, що нас просили написати для неї, але ми так і не прийшли до цього. І я сказав, що якби ми повинні були подарувати їй одну з наших пісень, «Ready for the Floor», мабуть, була б найкращою. Через це мене неправильно процитували. Ми не писали «Ready for the Floor» для Кайлі, не надсилали її їй, і вона ніколи цього не чула».
Після появи перших чуток Джо Годдард створив зворотні чутки, заявивши, що Міноуг написала трек для Hot Chip. Він сказав NME : «Кайлі написала для нас пісню, вона надіслала її нам через керівництво – це було зовсім дивно. Це був початок треку – Я думаю, що вона це написала і просто подумала: «Це було б ідеально для Hot Chip» або, можливо, для співпраці. Це божевільна пісня. Він промисловий і брязкітливий, і навіть чути звук тварин на фермі. Це та музика, яка зазвичай не асоціюється з Кайлі. Коли мені дозволять розсилати це, це змінить уявлення кількох людей про неї. Можливо, це буде для нашого наступного альбому після Made in the Dark "  Пізніше Тейлор зізнався, що це був жарт, створений для того, щоб обдурити людей, оскільки гурт втомився від людей, які телефонували їм і запитували, чому Міноуг, очевидно, відхилила пісню, яку вона не чула.
У січні 2010 року Годдард заявив, що «на початку був певний контакт. Наскільки я пам’ятаю, ми збиралися провести сесію з одним із її авторів, але і Хот Чіп, і Міноуг були надто зайняті в той час. Він додав, що "спочатку була частка правди, але потім все переросло в якусь велику дурницю". Коли в 2010 році його запитали про те, чи подарувати пісню Міноуг, він сказав, що це було б «чудово».

## Композиція

### Вплив
На альбомі вплинула музика, яку Годдард і Тейлор слухали в дитинстві та підлітковому віці, наприклад «Sign o' the Times» Принса та однойменний альбом «Бітлз». Тейлор пояснив, чому альбоми Hot Chip «так легко переходять від одного настрою до іншого», сказавши, що «Еклектична музика була нашим першим музичним фоном», і що він і Годдард мали різні музичні інтереси, коли вони були молодшими. На Made in the Dark вплинули такі сучасні митці, як Black Dice та Will Oldham. Тейлор цінував Олдема за його мінімалізм: «тільки акустична гітара, фісгармонія та голос для всієї платівки» і хотів, щоб Hot Chip наслідував його.

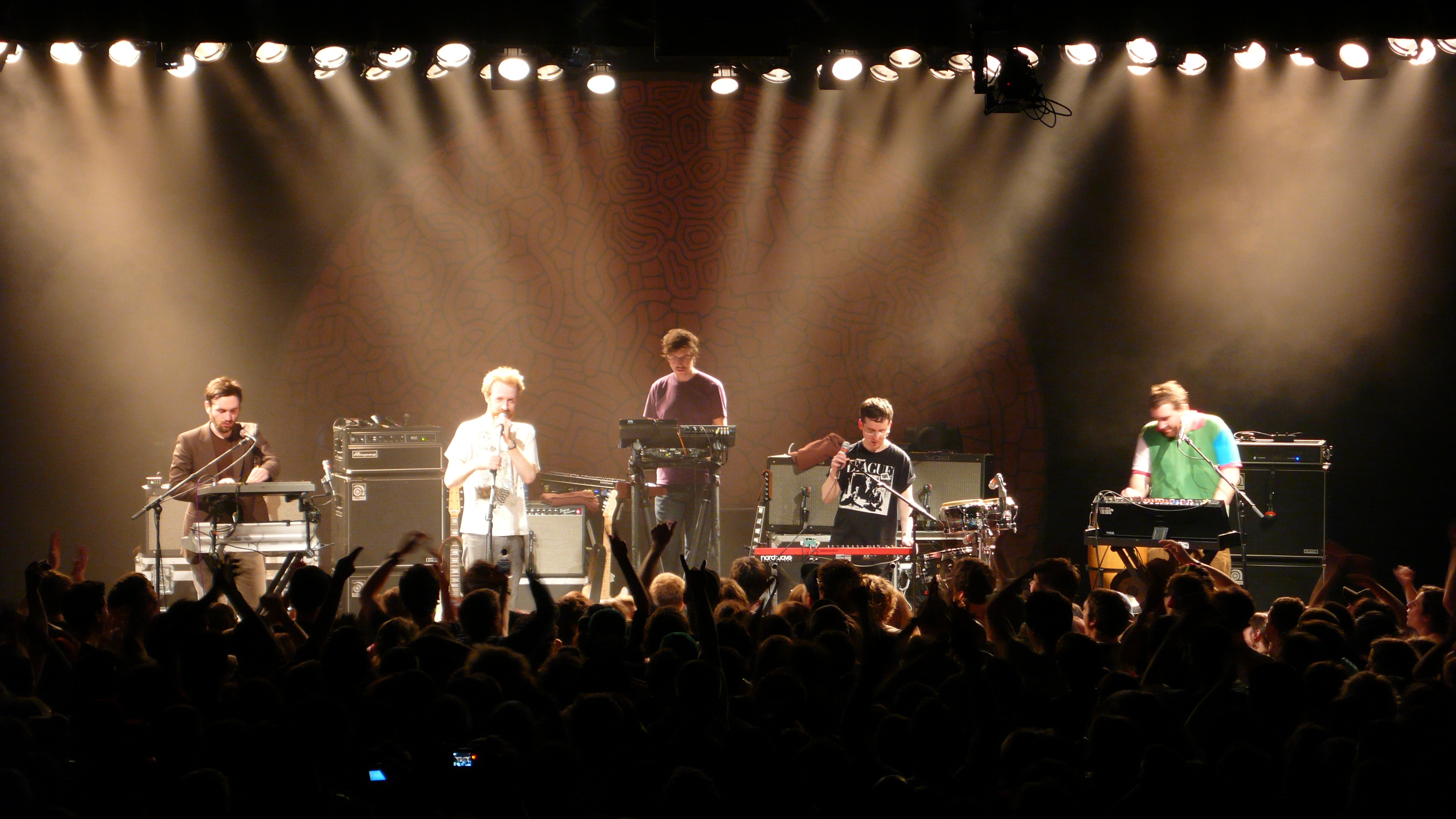
Hot Chip виконує пісні з Made in the Dark у турі.

В інтерв'ю Pitchfork у жовтні 2007 року Тейлор сказав, що електронні елементи будуть однакові з живим матеріалом, оскільки група не «робить щось, додаючи щось і забираючи щось інше». Альбом містив максималістські та мінімалістичні пісні; на кілька треків альбому вплинули рок і хеві-метал, а трек «Wrestlers» почав приймати новий напрямок, тому що група «боролася з ідеєю зробити R. Kelly свого роду гладкою R і B номер» і врешті-решт «[звучало] більше як «Short People» Ренді Ньюмана  Він сказав: «Якщо в прес-релізі сказано, що він швидший і роковіший, це не пояснює того факту, що на цьому записі більше балад, ніж на будь-якому іншому». Тейлор сказав, що почуття щастя та кохання вплинули на романтичне відчуття альбому.
Мартін сказав The Georgia Straight, що група «вражена чимось схожим на музичний синдром дефіциту уваги», і сказав, що група «інколи легко набридає [їх] власними записами». Він уточнив, що група не «справді зацікавлена у відтворенні того самого звуку», тому що вони не вважають це захоплюючим.
Тейлор заявив, що Hot Chip «не збирався створювати щось з одним настроєм» і що він вважає, що стиль гурту «стилістично стрибати всюди» має сенс для запису. В інтерв’ю The Georgia Straight Мартін сказав, що Hot Chip не хочуть створювати «класичний» запис, який мав би особливе звучання, оскільки вони хотіли створювати музику, яка була б «досить експериментальною та невідомою». Made in the Dark мав на меті представити «повний живий звук гурту», і вони є «гуртом так само, як і спочатку дуетом».

### Тексти пісень

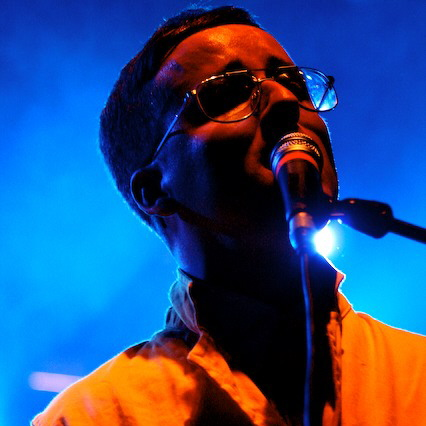
Алексіс Тейлор

Пісня «Ready for the Floor» містить алюзію до фільму 1989 року «Бетмен» із фразою «You’re my number one guy». В інтерв’ю журналу The Fader Тейлор сказав, що це посилання було результатом роздумів про фільм про Бетмена, у якому багато речей, які подобається Тейлору, наприклад саундтрек до Принца. Він прокоментував, що іноді ці елементи «просочуються в те, про що ми пишемо», і сказав, що він любить посилатися «у косому ключі». Він припустив, що включив рядок, щоб сказати щось «усім у групі, особливо Джо [Годдарду]: «Ти мій хлопець номер один, чому між кимось із нас виникають проблеми?»  Пісня «Out at the Pictures» є даниною британській мережі пабів Джей Ді Везерспуну.

## Упаковка

### Мистецтво
Даррен Волл (Wallzo) і Оуен Кларк розробили ілюстрацію після кількох графічних експериментів. Після початкових експериментів Волл хотів створити обкладинку, яка була б «більш задумливою та консервативною», і сформував список ідей, на які група позитивно відреагувала. Список включав двоколірні ілюстрації, кружечки та зелений колір — зелене покриття, яке утворилося на міді під час насичення киснем. Уолл об’єднав ідеї для створення зображення, використаного на обкладинці альбому, яка отримала назву «The Artifact». Зображення було вибито на металевій мідній картці, щоб створити «тактильне відчуття», яке означало, що альбом є «об’єктом, а не дизайном, заснованим на ілюстрації».

### Назва альбому
Під час виробництва було розглянуто кілька назв, у тому числі «Shot Down in Flames» і «IV». Перше було відхилено, оскільки Мартін вважав, що це звучить як назва, яку використає The Beta Band. Тейлор підтримав назву «IV», тому що йому подобалося «завжди створювати неправильне враження» , і захистив свою думку, сказавши, що «якщо [люди] приділять нам час, вони побачать, що ми дуже серйозні щодо комедія ... і серйозні речі також». Альбом отримав назву «Made in the Dark», тому що це була назва, яку група погодила. Тейлор вважав однойменний трек однією зі своїх улюблених пісень, і вважав, що було б добре назвати альбом на честь продуманої пісні, на відміну від Coming on Strong і The Warning, які він описав як «великі, трохи жартівливі, мачо фрази». ".

## Звільнення та прийом
«Made in the Dark» протягом 23 тижнів потрапляв у понад 10 різних хіт-парадів, посівши четверте місце в чарті альбомів Великобританії, у чарті Billboard Top Heatseekers під номером перше та чарті Billboard Top Electronic Albums під номером два. Альбом, згідно з даними Nielsen SoundScan, наданими Billboard, розійшовся накладом 47 000 копій і отримав Золотий сертифікат продажів у Великобританії.
«Shake a Fist», перший сингл з альбому, був випущений на 12- дюймовому вінілі на початку жовтня 2007 року, але не потрапив у чарти. Другий випущений сингл «Ready for the Floor» протягом 24 тижнів був у п’яти різних чартах, досягнувши шостого місця в Топ-75 синглів Великобританії .

## Трек-лист
Усі пісні, написані Hot Chip, окрім "Shake a Fist", у співавторстві з Тоддом Рундгреном.
| #   | Назва                             | Тривалість |
| --- | --------------------------------- | ---------- |
| 1.  | «Out at the Pictures»             | 4:26       |
| 2.  | «Shake a Fist»                    | 5:11       |
| 3.  | «Ready for the Floor»             | 3:52       |
| 4.  | «Bendable Poseable»               | 3:46       |
| 5.  | «We're Looking for a Lot of Love» | 4:43       |
| 6.  | «Touch Too Much»                  | 4:05       |
| 7.  | «Made in the Dark»                | 3:00       |
| 8.  | «One Pure Thought»                | 4:53       |
| 9.  | «Hold On»                         | 6:20       |
| 10. | «Wrestlers»                       | 3:45       |
| 11. | «Don't Dance»                     | 4:42       |
| 12. | «Whistle for Will»                | 2:23       |
| 13. | «In the Privacy of Our Love»      | 2:52       |

Бонус-треки iTunes
1. «Так глибоко» – 2:34
2. «З кожним новим днем» – 2:58

Бонус-треки делюкс версії iTunes
1. "Touch Too Much" (Fake Blood Remix) – 5:52
2. "Hold On" (Switch LDN Remix) – 4:01
3. "Touch Too Much" (Ewan Pearson Remix) – 9:32
4. «Борці» (Відео) – 3:59
5. Документальний фільм про тур по Західному узбережжю – 17:25

Японські бонус треки
1. «Bubbles They Bounce» – 5:53
2. «Мій брат спостерігає за мною» – 3:49

Спеціальне видання бонусного DVD
1. "Shake a Fist" (Live at Melt!)
2. «І я був хлопчиком зі школи» (Live at Melt!)
3. "Hold On" (Наживо в Electric Ballroom)
4. "One Pure Thought" (Наживо на фестивалі Гластонбері)
5. " Over and Over " (Наживо на фестивалі Glastonbury)

## Персонал
| Hot Chip - Alexis Taylor – vocals, synthesiser, guitar, percussion, piano - Joe Goddard – vocals, synthesiser, percussion, mix control - Owen Clarke – guitar, bass, design - Al Doyle – guitar, synthesiser, percussion, backing vocals - Felix Martin – drum machines | Additional personnel - Dan Carey – mixing - Jonathan Digby – engineer - Ian Dowling – engineer (assistant) - Matt Edwards – A&R - James Shaw – engineer (assistant) - Darren Simpson – engineer (assistant) - Alexis Smith – mixing (assistant) - Emma Smith – violin, saxophone - Wallzo – design |

## Діаграми
| Chart (2008)                                 | Peak position |
| -------------------------------------------- | ------------- |
| Австралія Australian Albums (ARIA)           | 25            |
| Australian Dance Albums (ARIA)               | 6             |
| Бельгія Belgian Albums (Ultratop Flanders)   | 25            |
| Франція French Albums (SNEP)                 | 89            |
| Німеччина German Albums (Offizielle Top 100) | 34            |
| Ірландія Irish Albums (IRMA)                 | 9             |
| Шотландія Scottish Albums (OCC)              | 5             |
| Швеція Swedish Albums (Sverigetopplistan)    | 35            |
| Велика Британія UK Albums (OCC)              | 4             |
| Велика Британія UK Dance Albums (OCC)        | 1             |
| США Billboard 200                            | 109           |
| США Top Heatseekers Albums (Billboard)       | 1             |
| США Dance/Electronic Albums (Billboard)      | 2             |

| Chart (2008)                   | Position |
| ------------------------------ | -------- |
| Australian Dance Albums (ARIA) | 43       |
| UK Albums (OCC)                | 157      |

## Зовнішні посилання
- Made in the Dark  at MusicBrainz
- Made in the Dark at Last.fm